# Rita Arnould
Rita Arnould, geborene Bloch,  (* 11. September 1914 in  Frankfurt am Main ; † 20. August 1943 in Berlin-Plötzensee) war eine deutsche Widerstandskämpferin. Unter den Aliasnamen Juliette und Julia war sie als Funkerin und Kurierin der Roten-Kapelle-Gruppe in Belgien tätig.

## Leben
Rita Bloch wuchs in ihrer Geburtsstadt Frankfurt/Main auf. Während der Schulzeit war sie aktiv in der sozialistisch-zionistischen Jugendorganisation Hashomer Hazair.
1933 emigrierte sie nach Belgien und heiratete Albert Arnould, der vor dem Zweiten Weltkrieg verstarb. Schon während ihres Studiums an der Universität Brüssel machte sie die Bekanntschaft mit Isidor Springer (1912–1942), einem Diamantenhändler in Brüssel, der 1941 zum Verbindungsmann zwischen Leopold Trepper und Anatoli Gurewitsch wurde.
Auch für Isidor Springer arbeitete Arnould als Kurier und wurde in der belgischen Residenz von Gurewitsch zur Funkerin ausgebildet. Sie mietete eine Wohnung in Etterbeek in der Rue des Atrebates 101, in die Michail Makarow und Sophia Poznanska einzogen. Instruktionen in Funktechnik erhielt sie von Johann Wenzel und David Kamy (Danilow). Des Weiteren nahm sie an zwei Treffen mit Auguste Sésée teil, der ebenfalls Funker war.
Verhaftet wurde sie in Brüssel in der Rue des Atrebates 101 am 13. Dezember 1941 zusammen mit Sophia Poznanska. Beide wurden aus der bürgerlichen Nachbarschaft heraus bei der belgischen Polizei wegen „häufiger Männerbesuche“ denunziert. Damit begann die Verhaftungswelle gegen die später Rote Kapelle genannten Widerstandsgruppen der Résistance und des deutschen Widerstands, weil die Wohnung auch von den Funkern David Kamy, Johann Wenzel und Leon Großvogel genutzt wurde. Von hier aus hatten sie Verbindung zur sowjetischen Botschaft in London.
Arnould war eine Zeit lang inhaftiert im Gerichtsgefängnis Moabit; im April 1943 erging ein Todesurteil des Reichskriegsgerichts, das in der NS-Hinrichtungsstätte Plötzensee durch Enthauptung vollstreckt wurde. Arnould starb im Alter von 28 Jahren.